# المنت (نرم‌افزار)
المنت (قبلاً ریوت و وکتور) یک کارخواه پیام‌رسان فوری آزاد و متن‌باز بر اساس شیوه‌نامهٔ ماتریکس است.
المنت از رمزگذاری سرتاسر، گروه‌ها، کانال‌ها و به اشتراک گذاری پرونده‌ها بین کاربران پشتیبانی می‌کند. این پیام‌رسان به‌‌عنوان برنامه کاربردی وب، برنامه رایانه‌های رومیزی برای همه سیستم عامل‌های اصلی و به‌عنوان یک برنامه موبایل برای اندروید و آی‌اواس در دسترس است.
المنت پیام رسانی منبع باز است که در اوایل توسط شرکت سیمین ویرا نو اور توسعه داده شده و رایت نام گرفته
لازم به زیر است که قبلا در حین توسعه از اسم رمز Riot شورش استفاده شده
بعد از توسعه یک قرار داد بین سازمان آموزش و پرورش ایران بسته می‌شود که در این قرار داد کد منبع رایت (المنت) انتقال داده می‌شد که بعد ها آموزش و پرورش ایران زیر قرار داد میزند و از روی کد منبع رایت نرم افزار شاد را میسازند
شرکت سیمین ویرا متوجه این عمل می‌شود و قرار داد را باطل می‌کند
در آخر هم رایت به شرکت وکتور واگذار می‌شود و نتیجه هم می‌شود المنت

## تاریخچه
المنت در ابتدا با عنوان وکتور شناخته شد وقتی در سال ۲۰۱۶ با نسخه بتا به بیرون آمد. این برنامه در سپتامبر همان سال به ریوت تغییر نام یافت.

نماد Riot از سال ۲۰۱۹.

در سال ۲۰۱۶ اولین پیاده‌سازی رمزگذاری سرتاسر ماتریس اجرا شد و به عنوان یک بتا برای کاربران عرضه شد. در ماه مه سال ۲۰۲۰ توسعه دهندگان اعلام کردند که امکان رمزگذاری سرتاسر را طور پیش فرض در ریوت برای گفتگوهای غیر عمومی جدید فراهم می‌کنند.
در آوریل سال ۲۰۱۹، در پاسخ به کلیدهای رمزنگاری که برای امضاء برنامه اندرویدی Riot به خطر بیفتد، یک برنامه جدید در فروشگاه Google Play منتشر شد.
در ژوئیه سال ۲۰۲۰، ریوت به Element تغییر نام داد.

## فناوری
المنت با Matrix React SDK ساخته شده‌است، که یک کیت توسعه نرم‌افزار مبتنی بر ری‌اکت برای سهولت در توسعه مشتری‌های Matrix است. المنت بیشتر در اطراف فناوری‌های وب ساخته شده‌است و همچنین از الکترون، یک چارچوب نرم‌افزاری برای ایجاد برنامه‌های محیط رومیزی از برنامه‌های وب، برای توزیع مشتری‌های رایانه‌ای خود برای ویندوز، مک‌اواس و لینوکس استفاده می‌کند. مشتری‌های اندروید و آی‌اواس با ابزارهای مربوط به سیستم عامل خود توسعه داده و توزیع می‌شوند.
در اندروید نسخه برنامه هم در فروشگاه Google Play و هم در بایگانی نرم‌افزارهای رایگان F-Droid با اصلاحات جزئی در دسترس است. به عنوان مثال نسخه F-Droid با پلاگین اختصاصی پیام‌رسان ابری گوگل همراه نیست. 

## امکانات
المنت قادر است سایر ارتباطات را از طریق ماتریکس، مانند آی‌آرسی، اسلک (نرم‌افزار)، تلگرام و دیگر پیام رسان‌ها را به این پیام رسان وصل کند.  همچنین این پیام رسان با گفتگوهای صوتی و تصویری همتا به همتا و گروهی از طریق وب‌آرتی‌سی ادغام می‌شود.
المنت از رمزگذاری سرتاسر (E2EE) هر دو چت‌های یک به یک و گروهی پشتیبانی می‌کند.

## پذیرش
در رسانه‌ها، گاهی Riot به عنوان جایگزینی برای اسلک (نرم‌افزار)، واتس‌اپ یا سایر مشتریان، پیام رسانی فوری تلقی می‌شد.
در سال ۲۰۱۷، مجله رایانه ای آلمانی Golem.de (و سرور Matrix) ریوت (Riot) را «کامل» و «غنی از ویژگی ها» خواند، ضمن انتقاد از تأیید اعتبار کلیدی خود در آن زمان برای «هر چیزی غیر از کاربر پسند بودن» برای بسیاری از افراد با چندین دستگاه ارتباط برقرار می‌کند. یکی از بنیانگذاران این پروژه، متیو هوجسون، اطمینان داد که روند تأیید کلیدی راه حل «اشکال یابی (placeholder)» برای کار در این زمینه است. در سال ۲۰۲۰، یک ویژگی امضاء متقابل به برنامه‌ها اضافه شد تا فرایند تأیید آسان تر شود.